# Abraham Emanuel Fröhlich

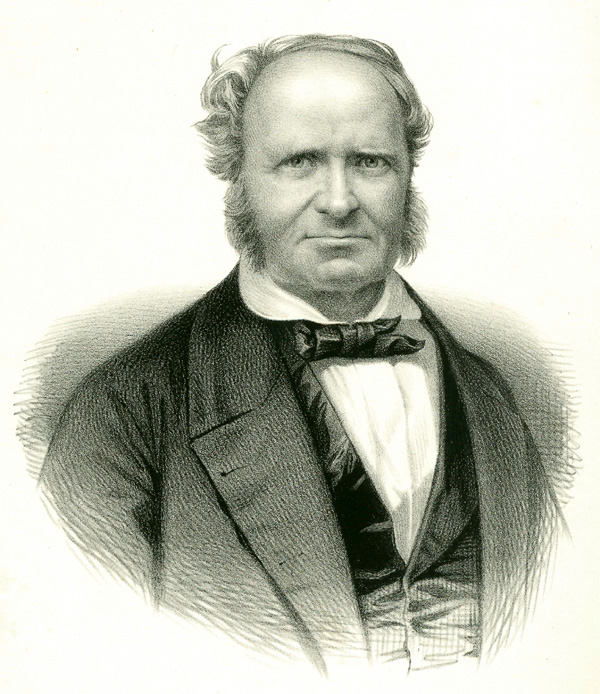
Abraham Emanuel Fröhlich

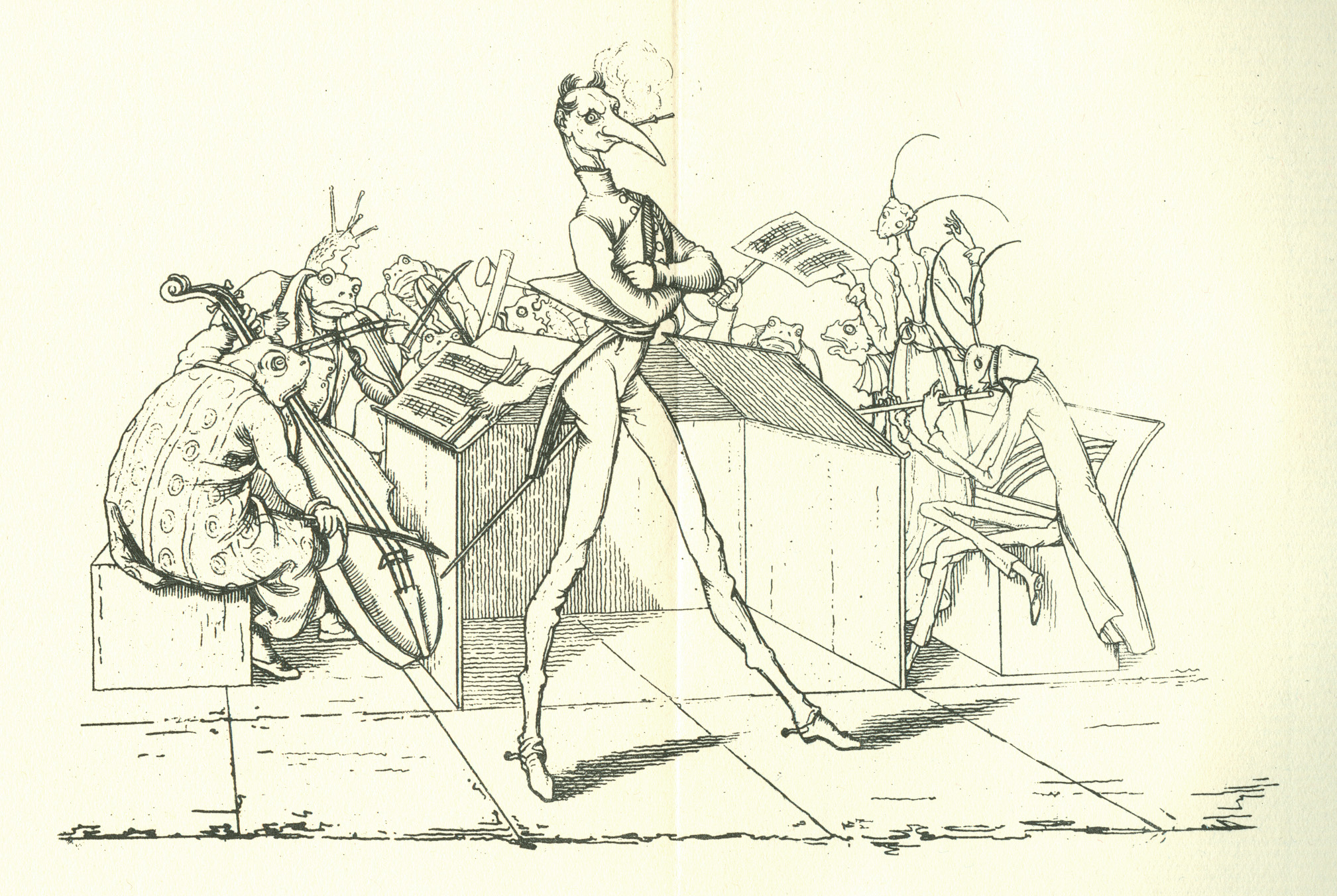
Illustration von Martin Disteli der Tendenzfabel Der Sumpfreigen von Abraham Emanuel Fröhlich

Abraham Emanuel Fröhlich (* 1. Februar 1796 in Brugg, Kanton Aargau; † 1. Dezember 1865 in Gebenstorf) war ein Schweizer reformierter Theologe und Schriftsteller.

## Leben
Abraham Emanuel Fröhlich war ein Sohn des Lehrers Emanuel Fröhlich und dessen Ehefrau Anna Rosina geb. Märki. Der Komponist Friedrich Theodor Fröhlich war sein Bruder. Nach erster Schulbildung durch den Vater besuchte Fröhlich ab 1811 das Collegium Humanitatis in Zürich. Später wechselte er auf das Collegium Carolinum in Zürich.
Dort wurde Fröhlich im Mai 1817 zum evangelisch-reformierten Pfarrer ordiniert und als solcher trat er im Mai desselben Jahres eine Stelle als Lateinlehrer in Brugg an. Für seinen Lebensunterhalt sorgte auch seine Anstellung als Pfarrvikar in Mönthal. Zusammen mit Jeremias Gotthelf war Fröhlich eines der ersten Mitglieder des 1819 gegründeten Zofinger Vereins schweizerischer Studierender, der späteren Zofingia.
Am 21. Januar 1820 heiratete er Elisabeth Frey. Im selben Jahr schloss er Freundschaft mit dem deutschen Dichter Wolfgang Menzel, der gerade in die Schweiz geflohen war und bis 1824 in Aarau lebte. Wegen seiner liberalen Gesinnung wurde Fröhlich 1823 bei der Wahl zum Stadtpfarrer in Brugg übergangen. Aus Zorn und Enttäuschung entstanden nun seine Satiren und Fabeln, die er unter dem Pseudonym Demokrit Schmerzenreich veröffentlichte.
Durch August Ludwig Follen beeinflusst, wurde Fröhlich 1827 dessen Nachfolger als Lehrer für deutsche Sprache und Literatur an der Kantonsschule in Aarau. Als Schriftsteller und Pädagoge arbeitete er unter anderem mit Johann Jakob Reithard und Karl Rudolf Hagenbach zusammen.
Streitigkeiten um eine neue Schulordnung führten 1835 zur Entlassung Fröhlichs. Doch bereits im November desselben Jahres wurde er als Rektor der neu gegründeten Bezirksschule Aarau berufen. Da diese Stelle sehr niedrig dotiert war, bewarb er sich zusätzlich um die Pfarrstelle auf dem Kirchberg in Küttigen. Seine Bewerbung wurde am 1. Februar 1836 angenommen, aber die Kantonsregierung verweigerte die Bestätigung der Wahl. Ab 1839 unterrichtete Fröhlich ausserdem Deutsch am Töchterinstitut Aarau.
Im Alter von 69 Jahren starb Pfarrer Abraham Emanuel Fröhlich am 1. Dezember 1865 an einem Schlaganfall in Gebenstorf bei Baden. Am 4. Dezember wurde er in seiner Geburtsstadt Brugg beigesetzt.

## Werke
- Wahrer Glaube (Gedicht, 1825) (Digitalisat)
- Fabeln (1825)
- Hundert neue Fabeln (1825)
- Schweizerlieder (1827)
- Alpenrosen (Almanach, 1831–1854)
- Niklaus von der Flüh (Gedicht, 1830)
- Der Kinderball (Erzählung, 1833) (Digitalisat)
- Ulrich Zwingli (Gesänge, 1840)
- Der junge Deutsch-Michel (1843)
- Ulrich von Hutten (Gesänge, 1845)
- Die Verschüttung im Hauenstein (Erzählung, 1858) (Digitalisat)